# Der Mond (Oper)
Der Mond ist eine Oper in einem Akt von Carl Orff, basierend auf dem Märchen Der Mond der Brüder Grimm. Orff schrieb sowohl das Libretto als auch die Musik.
Das Werk wird oft zusammen mit Orffs anderem auf Grimms Märchen basierenden Einakter Die Kluge (1943) aufgeführt.

## Handlung
Vier Burschen aus einem Land ohne Mond, in dem nachts Dunkelheit herrscht, begeben sich auf Wanderschaft und gelangen in ein Land, in dem eine leuchtende Kugel auf einem Eichbaum hängt und nachts ein Licht ausstrahlt. Auf die Frage hin, was denn das sei, antwortet ihnen ein Bauer, dass ihr Schultheiß (heute etwa der Bürgermeister) diesen sogenannten Mond gekauft habe und diesem nun gegen Entgelt täglich Öl aufgießt, um ihn am Leuchten zu halten.
Die Burschen beschließen, den Mond zu stehlen und nehmen ihn mit in ihr Land zurück. Dort hängen sie ihn ebenfalls an einen Eichbaum und verlangen von der Gemeinde ein entsprechendes Entgelt. Als die Burschen alt werden und ihnen klar wird, dass sie bald sterben werden, beschließen sie nacheinander, dass ein jeder von ihnen ein Viertel des Mondes in sein Grab mitnehmen möchte. So gelangt der Mond in die Unterwelt und weckt dort durch sein ungewohntes Licht die Toten. Diese werden wieder aktiv und fangen an, sich laut zu amüsieren. Als Petrus dieses Lärms gewahr wird, ruft er im Glauben, die Toten würden angreifen, die himmlischen Heerscharen zusammen.
Da ein Angriff ausbleibt, begibt sich Petrus persönlich in die Unterwelt, beruhigt die Toten und nimmt den Mond mit in den Himmel, wo er ihn aufhängt. Die Oper endet mit einem Solo für Zither und der sich daran anschließenden Sprechstimme eines kleinen Kindes, das den Mond wieder am Himmel entdeckt: „Ah, da hängt ja der Mond!“

## Orchester
Die Orchesterbesetzung enthält die folgenden Instrumente:
3 große (auch kleine) Flöten, 3 Oboen (auch Englischhorn), 3 Klarinetten (auch Bassklarinette), 2 Fagotte (auch Kontrafagott), 4 Hörner, 3 Trompeten, 3 Posaunen, 1 Tuba, Pauken, Schlagwerk für 5 Spieler (große und kleine Trommel, Rührtrommel, Tamburin, Triangel, Xylophon, Cymbel, verschiedene Becken, Tamtam, Ratsche, Rute, Schlittenschellen, Kastagnette, Uhrglocke, Röhrenglocken, Gläserspiel, Glockenspiel, Metallophon), Harmonium, Ziehharmonika, Harfe, Celesta, Klavier, Zither, Streicher.
Bühnenmusik: Orgel, gemischter Chor, Schlagzeug (Glocke, 3 Rührtrommeln, große Trommel, Becken und Tamtams), Donner- und Windmaschine, Wächterhorn (Tuba), Blitz und Einschlag.

## Stilistische Stellung
Carl Orff nannte sein Werk nicht „Oper“, sondern „Ein kleines Welttheater“.
Orff übernahm den Text des Märchens ohne Änderung als Grundlage für sein Libretto. Es wird vom Erzähler vorgetragen. Ergänzt wird der Text durch die dramatischen Einwürfe der handelnden Personen.

## Geschichte
Die Komposition entstand in den Jahren 1937/38. Die Uraufführung am 5. Februar 1939 in der Bayerischen Staatsoper in München wurde von Clemens Krauss geleitet.

## Aufnahmen / Tonträger
- Rudolf Christ – Karl Schmitt-Walter – Helmut Graml – Paul Kuën bzw. Kuén – Peter Lagger – Albrecht Peter – Willy Rösner – Hans Hotter – Teresa Holloway u. a. – Philharmonia Chorus and Children’s Chorus, Philharmonia Orchestra – Dirigent: Wolfgang Sawallisch, Aufnahme London 1957, EMI
- Aufnahme der „Neufassung 1970“: John van Kesteren – Heinz Friedrich – Richard Kogel – Ferry Gruber – Benno Kusche – Raimund Grumbach – Hubert Buchta – Fritz Strassner – Franz Crass – Angelika Kiesbauer u. a. – Chor des Bayerischen Rundfunks, Kinderchor Rudolf Kiermeyer, Münchner Rundfunkorchester – Regie: Carl Orff – Dirigent: Kurt Eichhorn, Aufnahme München 1970, RCA
- Eberhard Büchner – Fred Teschler – Horst Lunow – Helmut Klotz – Armin Terzibaschian – Reiner Süß u. a. - Rundfunkchor Leipzig, Choreinstudierung: Horst Neumann; Rundfunk-Sinfonie-Orchester Leipzig, Dirigent: Herbert Kegel, Aufnahme Leipzig 1973, Eterna 8 26 332-333